# Dalas
Dalas (persa: دلس ; también conocido como Dalsaq) es una aldea en el distrito rural de Jarahi, en el distrito central del condado de Mahshahr, provincia de Juzestán, Irán. En el censo de 2006, su población era de 45 personas, en 7 familias. La localidad cuenta con una mezquita.